# Scellus abditus
Scellus abditus är en tvåvingeart som beskrevs av Hurley 1995. Scellus abditus ingår i släktet Scellus och familjen styltflugor.
Artens utbredningsområde är Alberta. Inga underarter finns listade i Catalogue of Life.